# Tomás Carrasco Cortés
Tomás Abel Carrasco Cortés (Santa Bárbara, 13 de noviembre de 1970) es un eclesiástico y profesor católico chileno. Es el obispo de San Juan Bautista de Calama, desde mayo de 2023.

## Biografía
Tomás Abel nació el 13 de noviembre de 1970, en el sector rural de Quillaileo, de la comuna chilena de Santa Bárbara. Tercero de seis hermanos.
Realizó su formación primaria en el «Colegio rural de Santa Bárbara», y la secundaria en el entonces «Liceo A-59 de Los Ángeles».
En 1994, ingresó al Seminario Metropolitano Mayor de Concepción, donde realizó los estudios eclesiásticos.
Tras realizar estudios de Pedagogía, en la Universidad Santo Tomás, obtuvo la licenciatura en Ciencias de la educación.

### Sacerdocio
Fue ordenado diácono el 30 de marzo de 2001. Su ordenación sacerdotal fue el 31 de octubre del mismo año, a manos del obispo Miguel Caviedes; incardinándose en la diócesis de Santa María de Los Ángeles.
Como sacerdote desempeñó los siguientes ministerios:
- Vicario parroquial de San Diego de Alcalá, en Tucapel (2001-2006).
- Administrador parroquial de Santa Bárbara (2002-2004).
- Párroco de San Diego de Alcalá de Tucapel (2006-2017).
- Párroco de la Sagrada Familia, en Los Ángeles (2017-2023).[4]
- Administrador parroquial de Ntra. Sra. de Lourdes, en Chacayal.
- Párroco de Ntra. Sra. de Las Mercedes.[5]
- Decano diocesano de la zona Cordillera.
- Profesor en la Universidad Católica de la Santísima Concepción, sede de Los Ángeles (2008-2012).
- Decano diocesano del Decanato Ciudad (2018-2022).
- Capellán en varios colegios de la Fundación Juan XXIII (hasta 2023).[6]
- Asesor diocesano del grupo de los Madrugadores (hasta 2023).
- Asesor diocesano del departamento de Pastoral de la Juvenil (hasta 2023).
- Encargado diocesano de la Pastoral Vocacional (hasta 2023).[3]
- Miembro del Consejo Presbiteral (hasta 2023).

### Episcopado
El 24 de mayo de 2023, el papa Francisco lo nombró obispo de la diócesis de San Juan Bautista de Calama.
Tras su nombramiento, se puso como lema la frase: "Hágase en mí según tu Palabra".
Fue consagrado el 18 de agosto del mismo año, en el Colegio Instituto Obispo Silva Lezaeta de Calama, a manos del arzobispo Alberto Ortega Martín. Tomó posesión canónica el mismo día de su ordenación.